# Jaipur (Division)
Jaipur ist eine Division im indischen Bundesstaat Rajasthan. 

## Distrikte
Die Division Jaipur umfasst fünf Distrikte:
| Distrikt  | Hauptstadt | Fläche in km² | Einwohner (Stand: 2001) | Bev.-Dichte in E/km² |
| --------- | ---------- | ------------- | ----------------------- | -------------------- |
| Alwar     | Alwar      | 8.380         | 2.990.862               | 357                  |
| Dausa     | Dausa      | 2.950         | 1.316.790               | 384                  |
| Jaipur    | Jaipur     | 11.152        | 5.252.388               | 471                  |
| Jhunjhunu | Jhunjhunu  | 5.928         | 1.913.099               | 323                  |
| Sikar     | Sikar      | 7.742         | 2.287.788               | 296                  |
| gesamt    |            | 36.152        | 13.760.927              | 381                  |